# Gevalias musikpris
Gevalias musikpris delades ut mellan 1998 och 2006 och var en del av det sponsoravtal som Kraft Foods Sverige ingick med Gävle konserthus i samband med invigningen av konserthuset 1998.
Musikpriset, som utgjordes av ett stipendium om 50 000 kr (2006), gick till en ung lovande talang över 18 år som var på väg att slå igenom inom svenskt musikliv. Pristagaren utsågs av en jury ledd av musikern Jojje Wadenius.

## Pristagare
- 1998 – Magnus Lindgren[3]
- 1999 – Victoria Granlund[3]
- 2000 – Musikduon Harv (Magnus Stinnerbom och Daniel Sandén-Warg)[3]
- 2001 – Terés Löf[3]
- 2002 – Sara Jangfeldt[4]
- 2003 – Jessica Pilnäs[5]
- 2004 – Andreas Öberg[6]
- 2005 – Daniel Blendulf[7]
- 2006 – Sofia Jannok[8]